# M2 (マツダ)
M2（エムツー）とは、1991年から1995年頃まで存在した、マツダのグループ会社である。マツダ車の商品企画を事業目的とした。

## 概要
「商品企画において、商品プランナーがお客様とのダイレクトコミュニケーションの中から、クルマの新しい価値創造を目指す」ことを目的として設立された。この会社の設立に当たって、東京都世田谷区に「M2ビル」という自社ビルが建てられた。会社機能は当該ビルに置かれ、1階がグッズなどの売り場、2階にミーティング用のオープンスペースがあった。
開発スタイルは斬新なもので、M2で企画されたクルマは、M2ビル内の「マツダロータリー世田谷」に置かれることもあり、来訪客はそのクルマに実際に見て触って乗ってみることができた。
M2ビル内には開発メンバーが常駐しており、来訪客はその開発メンバーと直接意見交換ができた。そして開発メンバーは来訪客の意見をフィードバックしてクルマを改良し、そのクルマが本当に発売されることもあった。
しかし、マツダの経営危機により1995年の春頃に閉鎖となり、休眠会社となった。

## 開発・発売車輌
- M2 1001
- M2 1002
- M2 1015
- M2 1028 - ユーノス・ロードスターのチューニングカー。限定300台発売

## 未発売車輌
- M2 1003 - ユーノス・ロードスターベース[2]
- M2 1004 - オートザム・レビューベースの商用車[1]
- M2 1005 - ファミリアベースのWRC競技ベース車[1]
- M2 1006 - ユーノス・ロードスターベースにルーチェの3リッター V6エンジンを搭載したモデル[2]
- M2 1007 - 4人乗り、4ドアのスポーツカー[1]
- M2 1008 - ユーノス・ロードスターベースのクーペ[1][2]。このアイディアは2代目で「マツダ・ロードスタークーペ」として市販化された[2]。
- M2 1009 - 都会派レクリエーショナル・ビークル[1]
- M2 1010 - 前半分ファミリア・アスティナベースのピックアップ[1]
- M2 1011 - ユーノス・コスモベース[1]
- M2 1012 - MPVベース
- M2 1013
- M2 1014 - オフロードタイプのAZ-1
- M2 1016 - 欠番
- M2 1017 - 欠番
- M2 1018 - 欠番
- M2 1015A - WRC風AZ-1
- M2 1015B - AZ-1キャンバストップ仕様
- M2 1019 - ユーノス・プレッソにクロノス系2.5リッター V6のKL-ZEエンジンを搭載したモデル
- M2 1020 - RX-7ベース[2]
- M2 1021 - 欠番
- M2 1022 - 最初は2列6人乗りのミニバンだったが、クリニックの結果レビューベースのミニバン案になり、後にマツダからデミオとしてデビューし、記録的な大ヒットとなった。
- M2 1023 - M2 1005の販売用モデル
- M2 1024 - パノラマ・トール・ボーイ。全長4 mで2階にキャンプできるスペースがある「基地」。後にマツダからボンゴフレンディ・オートフリートトップとしてデビューした。
- M2 1025 - 欠番
- M2 1026 - 欠番
- M2 1027 - 欠番
- M2 1029 - 欠番
- M2 1030 - 欠番
- M2 1031 - 車椅子利用者対応ユーノス・ロードスター[2]